# N G
『N_G』（エヌジー）は、2024年3月6日にavex traxよりリリースされたGENICの3枚目のオリジナル・アルバム。
初回生産限定盤A、初回生産限定盤B 、通常盤の3形態で発売された。

## 概要
前作『Ever Yours』から約1年8か月ぶりにリリースされた。
GENIC第2章がスタートとなる本作のコンセプトは「No GENIC or New GENIC?」としており、Noを突きつけられるのか、それとも次なるステージへGENICは向かうことができるのかー。そんな様々な思いを込めた「N_G」に挑み、振り幅の広いGENICを打ち出すエンターテインメント作品となっている。
収録曲は、前作以降に発売したデジタルシングル「TALK」「Flavor」「サヨナラの理由」「I'll Be There」に加え、初めてメンバーそれぞれが作詞・作曲・振り付けなどを手掛けた7人7色のセルフプロデュース楽曲を7曲収録するほか、メンバーが作詞を手掛けた3曲も新たに収録されている。なお、そのうち1曲の「Never Gonna stop」は通常盤のみBonus Trackとなっている。
初回生産限定盤A/BはそれぞれBlu-ray付属。初回生産限定盤Aにはデジタルシングル「TALK」「Flavor」「サヨナラの理由」のMV・メイキング、「I'll Be There」のレコーディングムービー・ソロインタビューに加え、バラエティ企画「NGを言わずにゲットしろ!? トークゲーム」を収録。初回生産限定盤BにはYouTubeにて公開されている本作収録の「I'll Be There」とセルフプロデュース楽曲7曲をメドレー化したMV・メイキングに加え、2023年に行われたGENICのファンクラブツアーの1部MC集と2部のダイジェスト映像、バラエティ企画「7人全員クリアするまで帰れまテン!?N_Gは許さないYO!プレッシャーゲーム」を収録。
本作を引っ提げて大規模ライブハウスツアー『GENIC LIVE TOUR 2024 N_G』が開催された。

## 収録内容

### CD
1. 3rd Overture
作曲 & 編曲：宇佐美宏・Ryu
2. I'll Be There
作詞：西澤呈・増子敦貴
作曲：奈良ひより・Takahito Nakamura・Ryo Ito
編曲：Takahito Nakamura
  - 11thデジタルシングル
  - 簡秀吉・西山潤W主演 読売テレビ ドラマDiVE『好きやねんけどどうやろか』オープニング主題歌
  - 福島放送『米どころふくしま再発見 しろめし旅』エンディングテーマソング
3. New Game!!
作詞：小池竜暉
作曲：Xisco・Christofer Erixon
編曲：Xisco
  - 犬飼貴丈主演 Lemino配信ウェブドラマ『絶対BLになる世界 VS 絶対BLになりたくない男 2024』主題歌
4. TALK
作詞 & 作曲：Taiki Kudo・小池竜暉・西澤呈
編曲：小池竜暉・Shinpei Nasuno
  - 8thデジタルシングル
  - スポーツデポ・アルペン『TIGORA テックスウェット』CMソング
5. 恋愛（読み:こいあい）
作詞：増子敦貴
作曲：小高光太郎・UiNA・加藤冴人
編曲：加藤冴人
  - 増子敦貴セルフプロデュース楽曲
6. Hallelujah
作詞：雨宮翔・KOMU
作曲：Secret Weapon・C NORTH・DEY GON GET IT・Paichi JR.
編曲：Secret Weapon
  - 雨宮翔セルフプロデュース楽曲
7. きみといた
作詞：宇井優良梨
作曲：CONY・Sayaka Inoue・Tommy
編曲：Tommy・CONY
  - 宇井優良梨セルフプロデュース楽曲
8. GradatioN
作詞 & 作曲：西澤呈・Taiki Kudo
編曲：西澤呈
  - 西澤呈セルフプロデュース楽曲
  - 『2025ミス・ティーン・ジャパン』テーマソング
9. Chill out!!
作詞：福岡良太・西本茉生
作曲：tasuku・福岡良太
編曲：tasuku
  - 西本茉生セルフプロデュース楽曲
10. Checkmate
作詞：JUN・金谷鞠杏
作曲 & 編曲：久保田真悟（Jazzin' park）
  - 金谷鞠杏セルフプロデュース楽曲
11. ラストシーン
作詞 & 作曲：小池竜暉
編曲：菊池博人
  - 小池竜暉セルフプロデュース楽曲
12. Flavor
作詞 & 作曲：小池竜暉・西澤呈
編曲：小池竜暉・西澤呈・KAY
  - 9thデジタルシングル
  - テレビ朝日系全国放送『musicる TV』2023年2月度オープニングテーマ
  - 『京都デザイン&テクノロジー専門学校』TVCMソング
13. サヨナラの理由
作詞：西澤呈・小池竜暉
作曲 & 編曲：福岡良太 ・ Tommy
  - 10thデジタルシングル
  - テレビ朝日系全国放送「musicる TV」2024年1月度エンディングテーマ
14. Negai_Goto
作詞：GENIC
作曲：宅見将典・SQVARE
編曲：宅見将典
15. Never Gonna stop（Bonus Track）
作詞：西澤呈
作曲 & 編曲：Justin Reinstein
  - 通常盤のみ収録。

### Blu-ray
初回生産限定盤A
- 「TALK」Music Video ＆ メイキングドキュメント
- 「Flavor」Music Video ＆ メイキングドキュメント
- 「サヨナラの理由」Music Video ＆ メイキングドキュメント
- 「I’ll Be There」レコーディングムービー ＆ ソロインタビュー
- 特典映像「NGを言わずにNGをゲットしろ!? トークゲーム」

初回生産限定盤B
- N_G ＜メドレーMUSIC VIDEO＆メイキングドキュメント＞

収録曲（I’ll Be There / 恋愛 / Hallelujah / きみといた / GradatioN / Chill out!! / Checkmate / ラストシーン）
- ファンクラブツアー『GENImeeting 2023 FUN FOR FAN ～one stone two birds～』1部MC集＆2部ダイジェストムービー
- 特典映像「7人全員クリアするまで帰れまテン!?N_Gは許さないYO!プレッシャーゲーム」

## チャート成績
2024年3月5日付オリコンデイリーアルバムランキングで1位にランクインし、GENICとしてはシングル・アルバム通じて初の首位獲得となった。
2024年3月18日付（集計期間：2024年3月4日～3月10日）のオリコン週間アルバムランキングでは、推定3万枚を売り上げて2位にランクインした。また、2024年3月13日公開（集計期間：2024年3月4日～3月10日）のBillboard JAPAN 総合アルバム・チャート“Hot Albums”の週間チャートでも2位にランクインした。
2024年3月度のオリコン月間アルバムランキングでは、10位にランクインした。